# Saison 2012-2013 du Lyon olympique universitaire
Cette page présente la saison 2012-2013 du Lyon olympique universitaire en Pro D2.

## Effectif 2012-2013
| Nom                     | Poste            | Naissance  | Nationalité sportive | International | Dernier club                      | Arrivée au club (année) |
| ----------------------- | ---------------- | ---------- | -------------------- | ------------- | --------------------------------- | ----------------------- |
| Guram Kavtidze          | Pilier           | 29/05/1987 | Géorgie              | 1 (0)         | Formé au Club                     | 2009                    |
| Julien Facundo          | Pilier           | 26/03/1986 | France               | -             | Formé au Club                     | 2005                    |
| Nicolás Basile          | Pilier           | 21/07/1987 | Argentine            | -             | Stade Aurillacois Cantal Auvergne | 2012                    |
| Xavier Fiard            | Pilier           | 06/04/1978 | France               | -             | CS Bourgoin-Jallieu               | 2005                    |
| Bogdan Bălan            | Pilier           | 12/02/1980 | Roumanie             | 29 (10)       | US Montauban                      | 2010                    |
| Philemon Toleafoa       | Pilier           | 17/04/1982 | Samoa                | 2 (0)         | Montpellier Hérault rugby         | 2010                    |
| Arnauld Tchougong       | Pilier           | 17/03/1980 | Cameroun             | -             | CS Bourgoin-Jallieu               | 2011                    |
| Anthony Roux            | Pilier           | 28/10/1983 | France               | -             | Colomiers rugby                   | 2011                    |
| Sébastien Petit         | Pilier           | 15/07/1978 | France               | -             | Montpellier Hérault rugby         | 2011                    |
| Vincent Colliat         | Talonneur        | 02/02/1989 | France               | -             | Formé au Club                     | 2008                    |
| Huw Bennett             | Talonneur        | 11/06/1983 | Pays de Galles       | -             | Neath-Swansea Ospreys             | 2012                    |
| Jean-Philippe Bonrepaux | Talonneur        | 07/12/1978 | France               | -             | CA Brive                          | 2011                    |
| Christian Njewel        | Deuxième ligne   | 22/03/1990 | Cameroun             | -             | Formé au Club                     | 2011                    |
| Pierre Vigouroux        | Deuxième ligne   | 30/06/1983 | France               | -             | Stade français                    | 2010                    |
| Arnaud Marchois         | Deuxième ligne   | 24/06/1983 | France               | -             | Stade français                    | 2011                    |
| Coenraad Basson         | Deuxième ligne   | 25/09/1981 | Afrique du Sud       | -             | CS Bourgoin-Jallieu               | 2011                    |
| Lionel Nallet           | Deuxième ligne   | 14/09/1976 | France               | -             | Racing Métro                      | 2012                    |
| Eugène N'Zi             | Troisième ligne  | 18/10/1986 | Côte d'Ivoire        | -             | Formé au Club                     | 2008                    |
| Sébastien Chabal        | Troisième ligne  | 08/12/1977 | France               | -             | Racing Métro                      | 2012                    |
| Nicolas Bontinck        | Troisième ligne  | 27/06/1985 | France               | -             | FC Auch                           | 2008                    |
| Alexandru Manta         | Troisième ligne  | 07/06/1977 | Roumanie             | 38 (60)       | CA Brive                          | 2009                    |
| Luke Abraham            | Troisième ligne  | 26/10/1983 | Angleterre           | -             | Sale Sharks                       | 2010                    |
| Vincent Clément         | Troisième ligne  | 14/03/1983 | France               | -             | SC Albi                           | 2011                    |
| Juan Manuel Leguizamón  | Troisième ligne  | 06/06/1983 | Argentine            | 39 (35)       | Stade français                    | 2011                    |
| Romain Veniat           | Demi de mêlée    | 23/01/1989 | France               | -             | Formé au Club                     | 2008                    |
| Enrico Januarie         | Demi de mêlée    | 02/01/1982 | Afrique du Sud       | 47 (25)       | Stormers                          | 2011                    |
| Fabien Cibray           | Demi de mêlée    | 15/10/1985 | France               | -             | RC Toulon                         | 2012                    |
| Mickaël Forest          | Demi de mêlée    | 09/08/1975 | France               | 2 (0)         | CS Bourgoin-Jallieu               | 2012                    |
| Tewis de Bruyn (en)     | Demi de mêlée    | 05/08/1982 | Afrique du Sud       |               | Cheetahs                          | 2011                    |
| Xavier Sadourny         | Demi d'ouverture | 09/04/1977 | France               | -             | CA Brive                          | 2006                    |
| Régis Lespinas          | Demi d'ouverture | 06/10/1984 | France               | -             | CA Brive                          | 2011                    |
| Waisale Sukanaveita     | Centre           | 19/07/1984 | Fidji                | 2 (0)         | Formé au Club                     | 2010                    |
| Nicolas Raffault        | Centre           | 24/09/1979 | France               | -             | Castres olympique                 | 2006                    |
| Vinaya Wakanivuga       | Centre           | 12/01/1979 | Fidji                | -             | CS Lons Jura                      | 2008                    |
| Laurent Tranier         | Centre           | 16/07/1989 | France               | -             | Biarritz olympique                | 2011                    |
| Rémy Grosso             | Ailier           | 04/12/1988 | France               | -             | Formé au Club                     | 2007                    |
| Mosese Ratuvou          | Ailier           | 31/03/1983 | Fidji                | -             | RC Massy                          | 2009                    |
| Franck Romanet          | Ailier           | 02/05/1986 | France               | -             | CS Bourgoin-Jallieu               | 2009                    |
| Alipate Fatafehi        | Ailier           | 13/12/1984 | Tonga                | 11 (20)       | CA Saint-Étienne                  | 2011                    |
| Romain Loursac          | Arrière          | 11/11/1985 | France               | -             | Formé au Club                     | 2007                    |
| Jérôme Bosviel          | Arrière          | 07/04/1990 | France               | -             | CA Perigueux                      | 2012                    |

## Calendrier

### Pro D2
| - Lyon OU - Tarbes PR : 30-12 - Lyon OU - AS Béziers : 63-15 - CA Brive - Lyon OU : 19-19 - SC Albi - Lyon OU : 35-24 - Lyon OU - Stade rochelais : 22-15 - Lyon OU - RC Narbonne : 36-16 - PARC - Lyon OU : 12-25 - FC Auch - Lyon OU : 13-10 - Lyon OU - Colomiers rugby : 24-6 - Stade aurillacois - Lyon OU : 19-16 - Lyon OU - US Oyonnax : 31-33 - RC Massy - Lyon OU : 23-37 - Lyon OU - US Dax : 30-13 - Section paloise - Lyon OU : 19-9 - Lyon OU - US Carcassonne : 13-15 | - Tarbes PR - Lyon OU : 22-8 - AS Béziers - Lyon OU : 20-16 - Lyon OU - CA Brive : 17-17 - Lyon OU - SC Albi - : 26-12 - Stade rochelais - Lyon OU : 9-3 - RC Narbonne - Lyon OU : 32-21 - Lyon OU - PARC : 50-16 - Lyon OU - FC Auch : 26-12 - Colomiers rugby - Lyon OU : 19-19 - Lyon OU - Stade aurillacois : 33-6 - US Oyonnax - Lyon OU : 23-20 - Lyon OU - RC Massy : 32-25 - US Dax - Lyon OU : 29-5 - Lyon OU - Section paloise : 19-26 - US Carcassonne - Lyon OU : 52-12 |

Avec 72 points au classement final, le Lyon olympique universitaire termine 8e du classement de la saison régulière du Championnat de France de rugby à XV de 2e division 2012-2013.

Le Lyon olympique universitaire participera au championnat de France de rugby à XV de Pro D2 en 2013-2014.